# Stora Skiregölen
Stora Skiregölen är en sjö i Vetlanda kommun i Småland och ingår i Emåns huvudavrinningsområde. Sjön är 8,3 meter djup, har en yta på 0,0832 kvadratkilometer och befinner sig 264,1 meter över havet. Sjön avvattnas av vattendraget Gårdvedaån. Vid provfiske har abborre, gädda och mört fångats i sjön.

## Delavrinningsområde
Stora Skiregölen ingår i det delavrinningsområde (634463-146600) som SMHI kallar för Inloppet i Säljen. Medelhöjden är 279 meter över havet och ytan är 25,43 kvadratkilometer. Det finns inga delavrinningsområden uppströms utan avrinningsområdet är högsta punkten. Gårdvedaån som avvattnar avrinningsområdet har biflödesordning 2, vilket innebär att vattnet flödar genom totalt 2 vattendrag innan det når havet efter 152 kilometer. Delavrinningsområdet består mestadels av skog (86 %). Avrinningsområdet har 1,84 kvadratkilometer vattenytor vilket ger det en sjöprocent på 7,2 %.